# Louisa Colpeyn
Louisa Colpeyn (geboren Louisa Colpijn) (Antwerpen, 24 februari 1918 – Parijs, 26 januari 2015) was een Belgische actrice, zowel in het theater en als in de film.

## Loopbaan
Zij werd geboren in een familie van havenarbeiders, die tijdens haar jeugdjaren woonde in een Antwerpse buitenwijk tussen Kiel en Hoboken. Ze acteerde voor de Tweede Wereldoorlog in  vijf Vlaamse films van Jan Vanderheyden waaronder Janssens tegen Peeters (1940) en Veel geluk, Monika (1941). Ze stond eveneens op de planken in revues in Antwerpen en Brussel. 
Op aanraden van een officier van de Duitse Propagandastaffel verhuisde Colpeyn in 1942 naar Parijs en ging er aan de slag bij Continental-Films, een door de Duitsers gefinancierde Franse filmproductiemaatschappij die een dochteronderneming van UFA was. Het is daar dat ze al gauw de ondergedoken Joodse Italiaan Alberto Modiano leerde kennen, waarmee ze in 1944 in het huwelijk trad. Ze kregen samen twee zonen Patrick (1945) en Rudy (1947-1957).
Tijdens haar lange loopbaan in Frankrijk kreeg ze rollen in zowel films, tv-series als in het theater. Ze werd onder meer gecast door Jacques Becker, Yves Robert, Claude Autant-Lara, Edouard Molinaro en Claude Berri. In 1964 speelde ze mee in de kraakfilm Bande à part van de befaamde Nouvelle vague-cineast Jean-Luc Godard.
Haar oudste zoon Patrick Modiano ontving in 2014 de Nobelprijs voor Literatuur.
Colpeyn overleed in 2015 op 96-jarige leeftijd.

## Trivia
- Haar grootvader van moederskant, Louis Bogaerts, was dokwerker. Hij stond model voor het standbeeld van de dokwerker dat voor het stadhuis van Antwerpen staat en gemaakt is door Constantin Meunier.